# منتخب كمبوديا لكرة السلة
منتخب كمبوديا لكرة السلة هو ممثل كمبوديا الرسمي في المنافسات الدولية في كرة السلة. ينتمي إلى منطقة الاتحاد الآسيوي لكرة السلة. انضم إلى الاتحاد الدولي لكرة السلة في عام 1936.